# Diamant carablau
El diamant carablau (Erythrura trichroa) és una espècie d'ocell de la família Estrildidae que pobla diverses illes del Pacífic: Japó, Austràlia, Vanuatu, Nova Guinea i les Illes Salomó.